# Rem als Jocs Olímpics d'estiu de 1904 - Dos sense timoner
La prova del dos sense timoner fou una de les disputades en el programa de rem que es disputà als Jocs Olímpics de Saint Louis de 1904.
Aquesta fou la primera ocasió en què la prova formà part del programa Olímpic. La prova es disputà el dissabte 30 de juliol i hi van prendre part sis remers, dividits en tres equips, tots dels Estats Units.

## Medallistes
| Or                                     | Plata                                    | Bronze                                   |
| Estats Units Robert Farnan Joseph Ryan | Estats Units John Mulcahy William Varley | Estats Units John Joachim Joseph Buerger |

## Resultat
| Posició | Nom                           | Temps     |
| ------- | ----------------------------- | --------- |
| Or      | Robert Farnan i Joseph Ryan   | 10' 57.0" |
| Plata   | John Mulcahy i William Varley |           |
| Bronze  | John Joachim i Joseph Buerger |           |